# Bad Kleinkirchheim

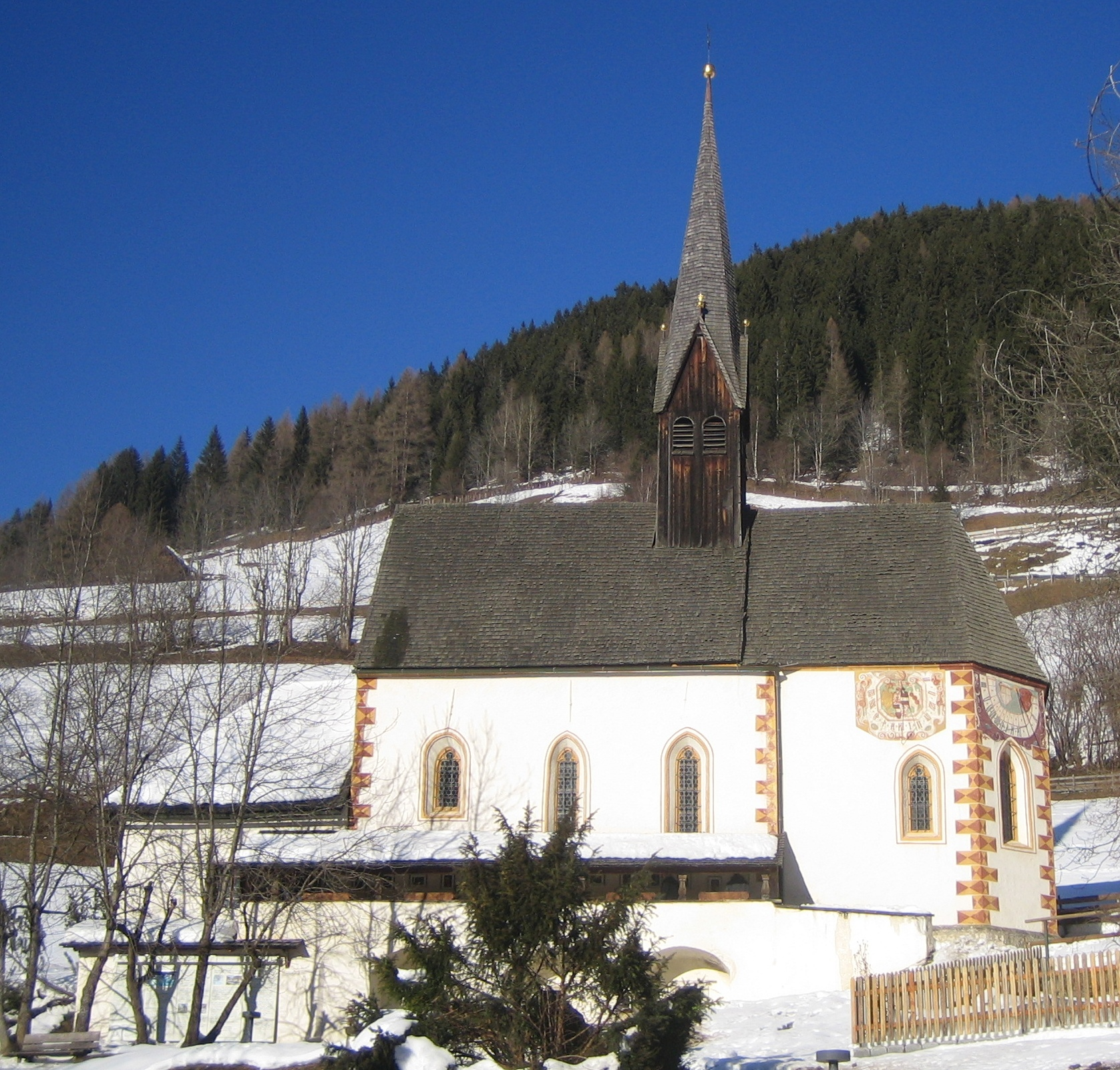
Byn är känd för sin kyrka från 1166.

Bad Kleinkirchheim är en kommun i förbundslandet Kärnten i Österrike. Kommunen ligger i distriktet Spittal an der Drau. Det arrangeras ofta världscuptävlingar i alpint på orten.
Kommunen består av nio orter (Ortschaften) (inom parentes invånarantal 1 januari 2024):

- Aigen (43)
- Bach (270)
- Kleinkirchheim (350) (kommunens huvudort)
- Obertschern (130)
- Rottenstein (69)
- St. Oswald (152)
- Staudach (161)
- Untertschern (135)
- Zirkitzen (353)